# Kėdainiai
Kėdainiai (en allemand : Kedahnen, en polonais : Kiejdany) est une ville de Lituanie centrale, et une des plus anciennes du pays. Elle est située sur la rivière Nevėžis, 51 km au nord de Kaunas. Elle compte 32 048 habitants (recensement de 2001).

## Histoire
Il est possible que des pêcheurs de la côte de la mer Baltique aient fondé la petite ville à proximité de la rivière Nevėžis au XIVe siècle, car la première référence historique sur la ville remonte aux Chroniques livoniennes (en) de 1372. Son port fut fondé en 1581, et en 1590 la cité obtint les droits de Magdebourg. La grande famille Radziwiłł y installe sa capitale lors de la grande invasion suédoise 1655 - 1660. Janusz Radziwiłł y signe un traité le 18 août 1655 avec le roi de Suède représenté par Magnus Gabriel De la Gardie,. En 1871 est ouverte la gare de Kėdainiai.
Au cours de l'été 1941, la communauté juive locale qui comptait 3 000 membres avant-guerre est assassinée lors d'exécutions de masse perpétrées par un Einsatzgruppen de nationalistes lituaniens,.

## Personnalités
- Édouard Totleben, comte et général russe d'origine allemande qui fit construire dans la ville, entre 1880 et 1882, le minaret encore visible aujourd'hui.
- Moïse Lilienblum (22 octobre 1843 - 12 février 1910) est un écrivain et critique de langue hébraïque.

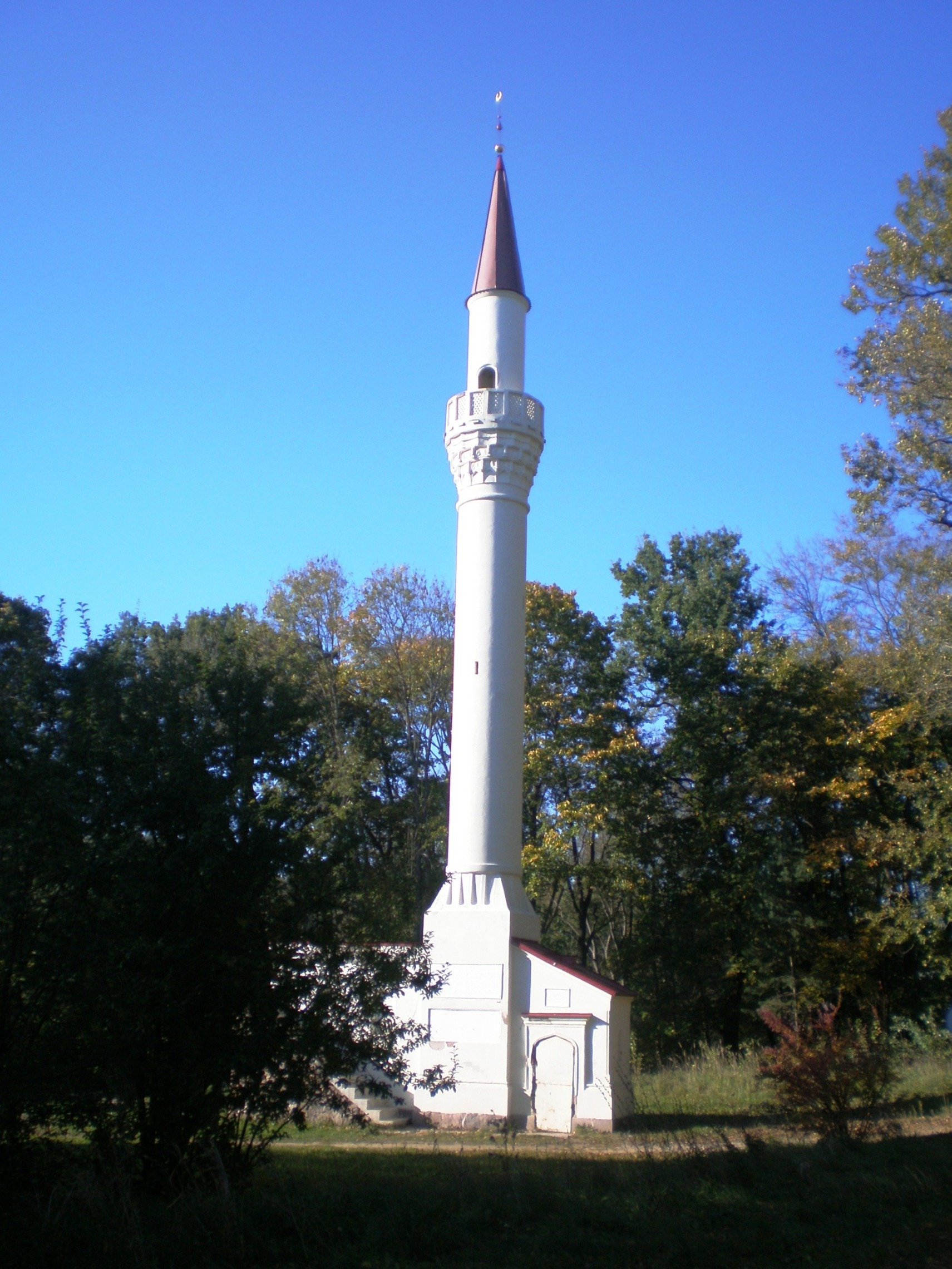
Le minaret de Kėdainiai.

## Jumelage
- Svalöv (Suède)
- Sömmerda (Allemagne)
- Kohtla-Järve (Estonie)
- Brodnica (Pologne)
- Łobez (Pologne)
- Rostov (Russie)